# Dinornis robustus
El moa gigante de la isla Sur (Dinornis robustus) es una especie extinta de ave dinornitiforme de la familia Dinornithidae. Eran aves no voladoras con un esternón sin quilla. También tienen un paladar diferente. El origen de estas aves se vuelve más claro ya que se considera ahora que evolucionaron de aves voladoras que perdieron la capacidad de vuelo tras su llegada a las islas de Nueva Zelanda.
Vivía en la isla Sur de Nueva Zelanda, y su hábitat eran los matorrales, dunas, pastizales y bosques en tierras bajas. Medía tres metros y medio de alto.

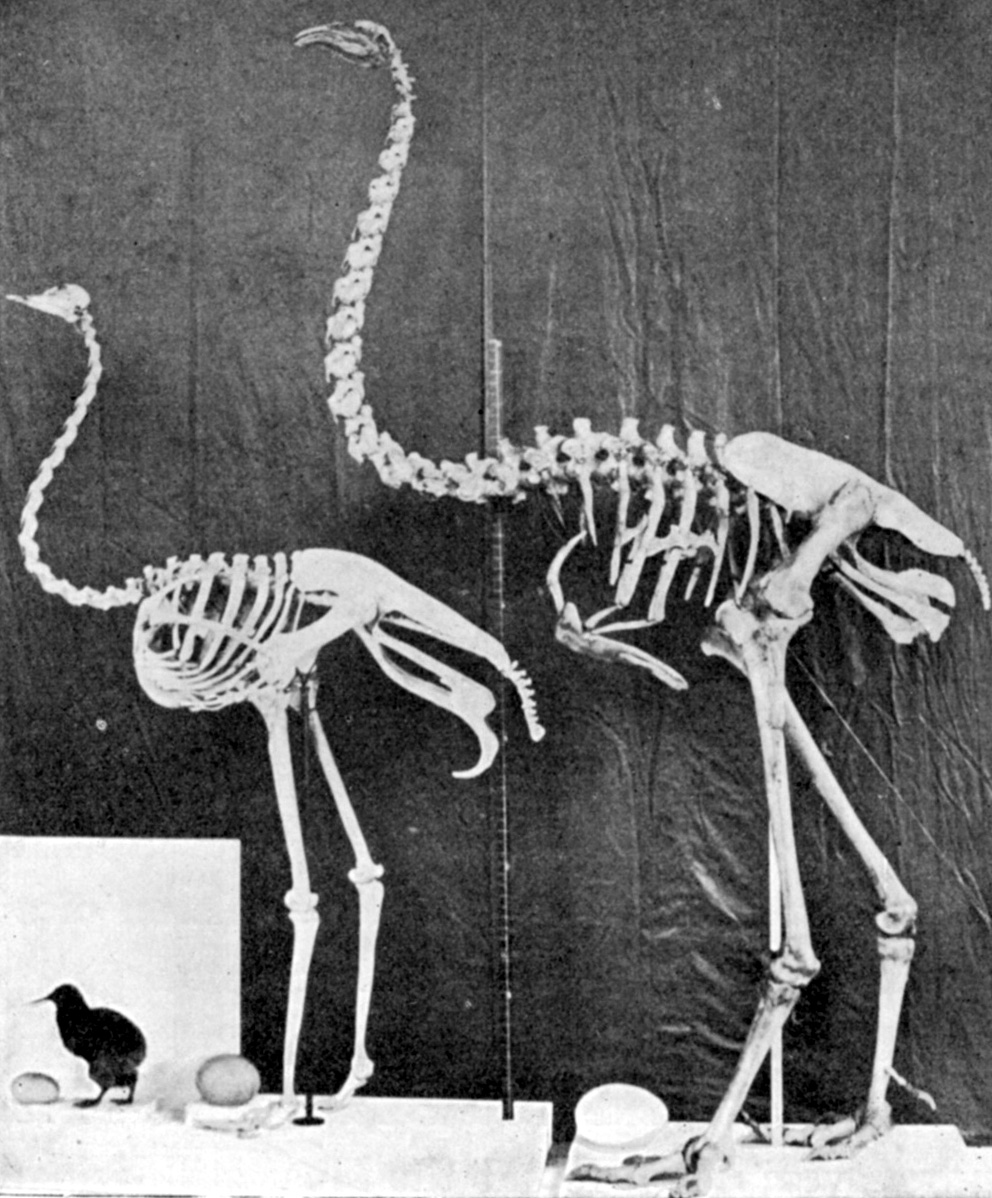
Comparativa entre el kiwi, el avestruz y la moa
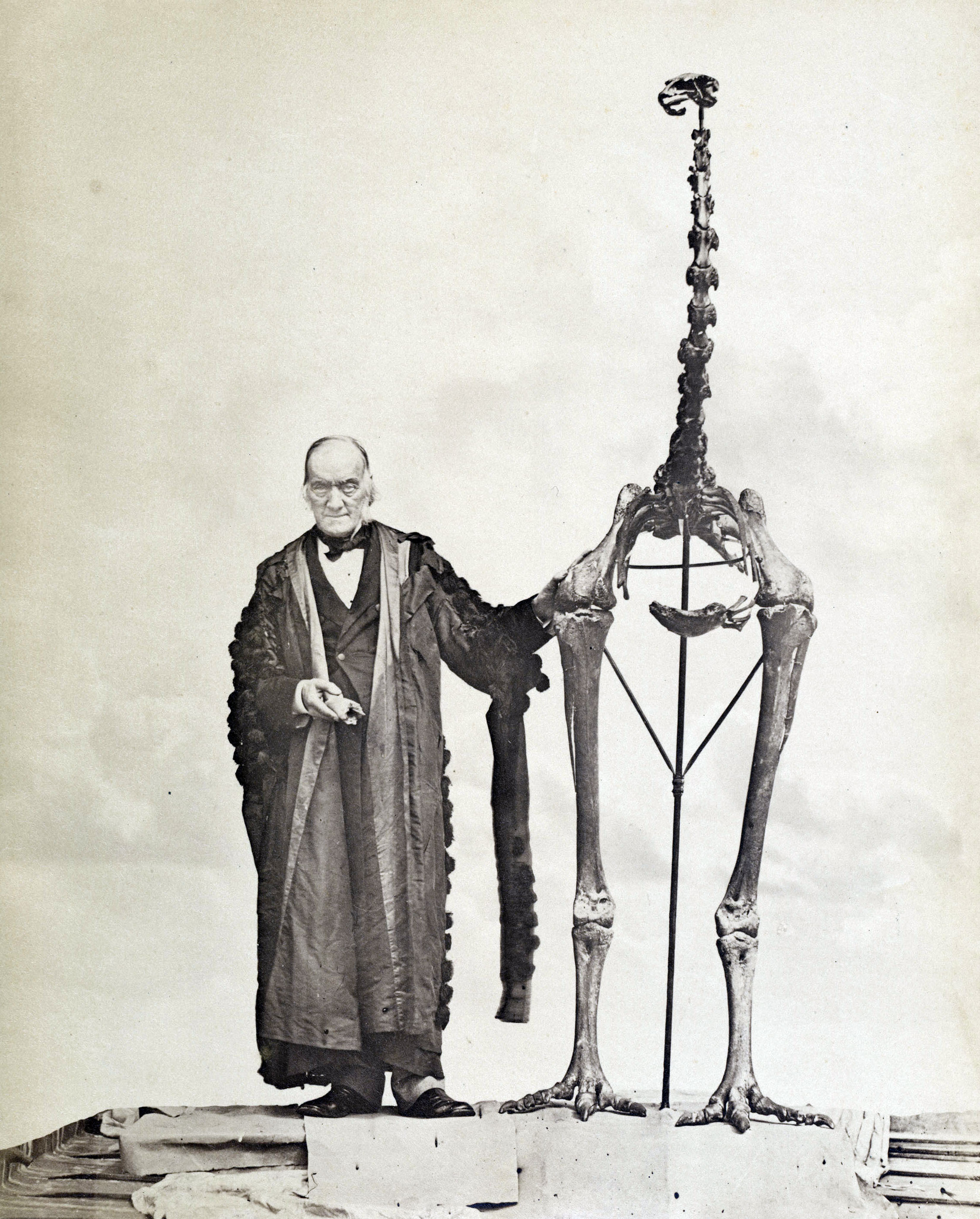
Richard Owen y la moa
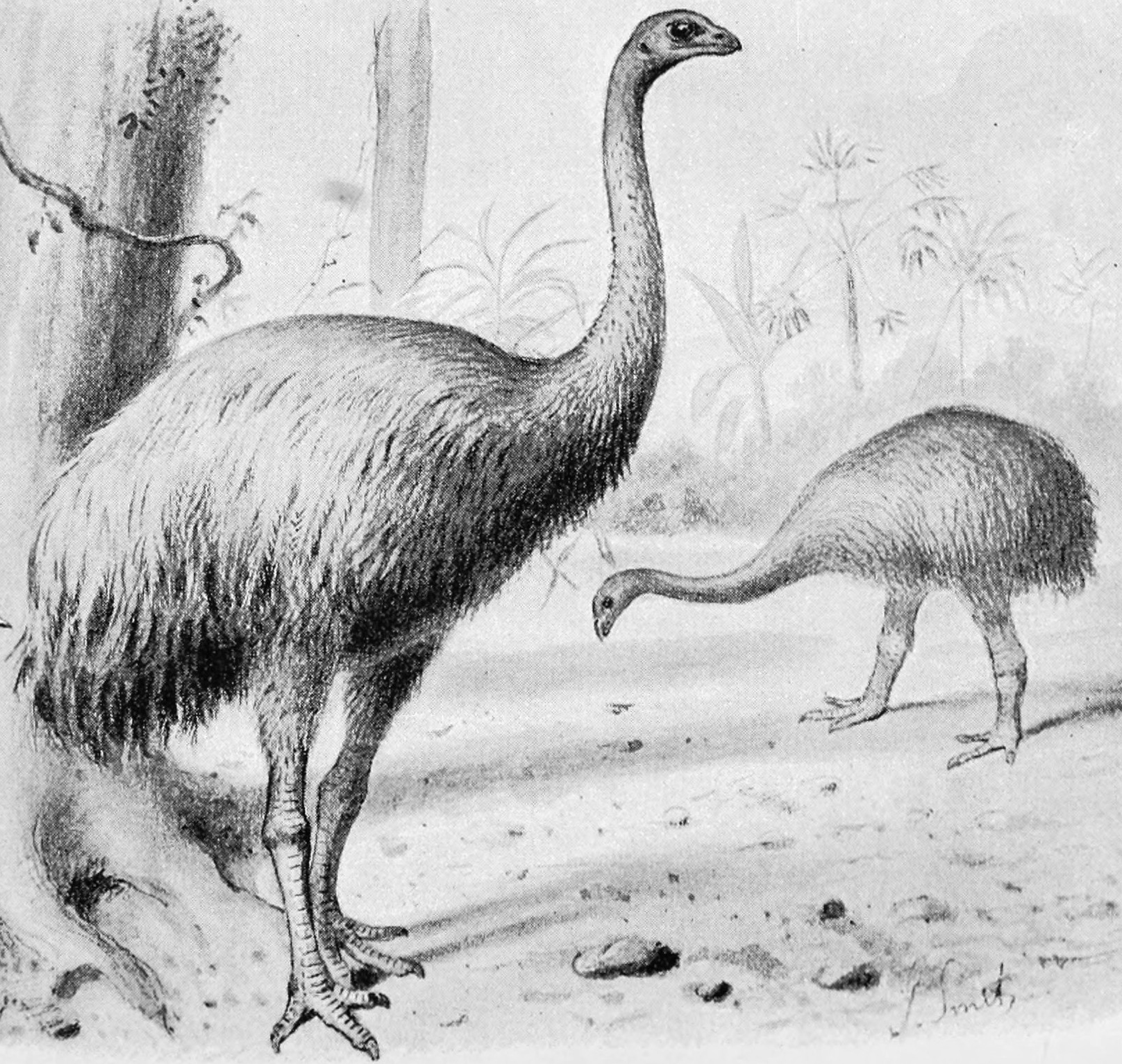
Restauración de dos D. robustus
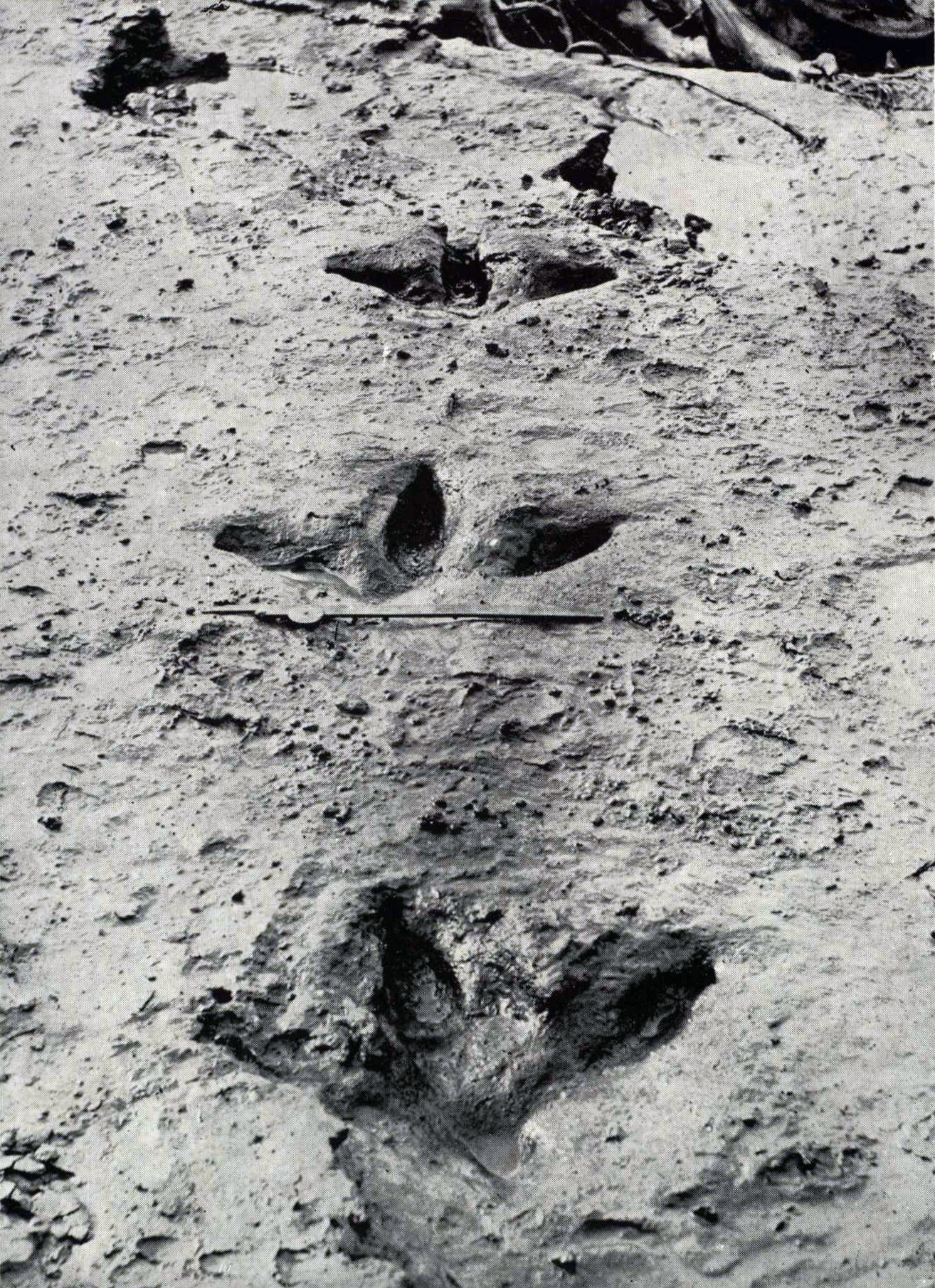
Rastro fósil de pisadas